# Metawithius spiniventer
Metawithius spiniventer es una especie de arácnido del orden Pseudoscorpionida de la familia Withiidae. Presenta las siguientes subespecies: 
Metawithius spiniventer pauper y Metawithius spiniventer spiniventer.

## Distribución geográfica
Se encuentra en el sudeste de  Asia.